# Palácio Culde
Palácio Culde (em árabe: قصر الخلد‎; romaniz.: Qaṣr al-Khuld) foi um dos principais palácios califais em Bagdá no começo do Califado Abássida (750–1258).

## História

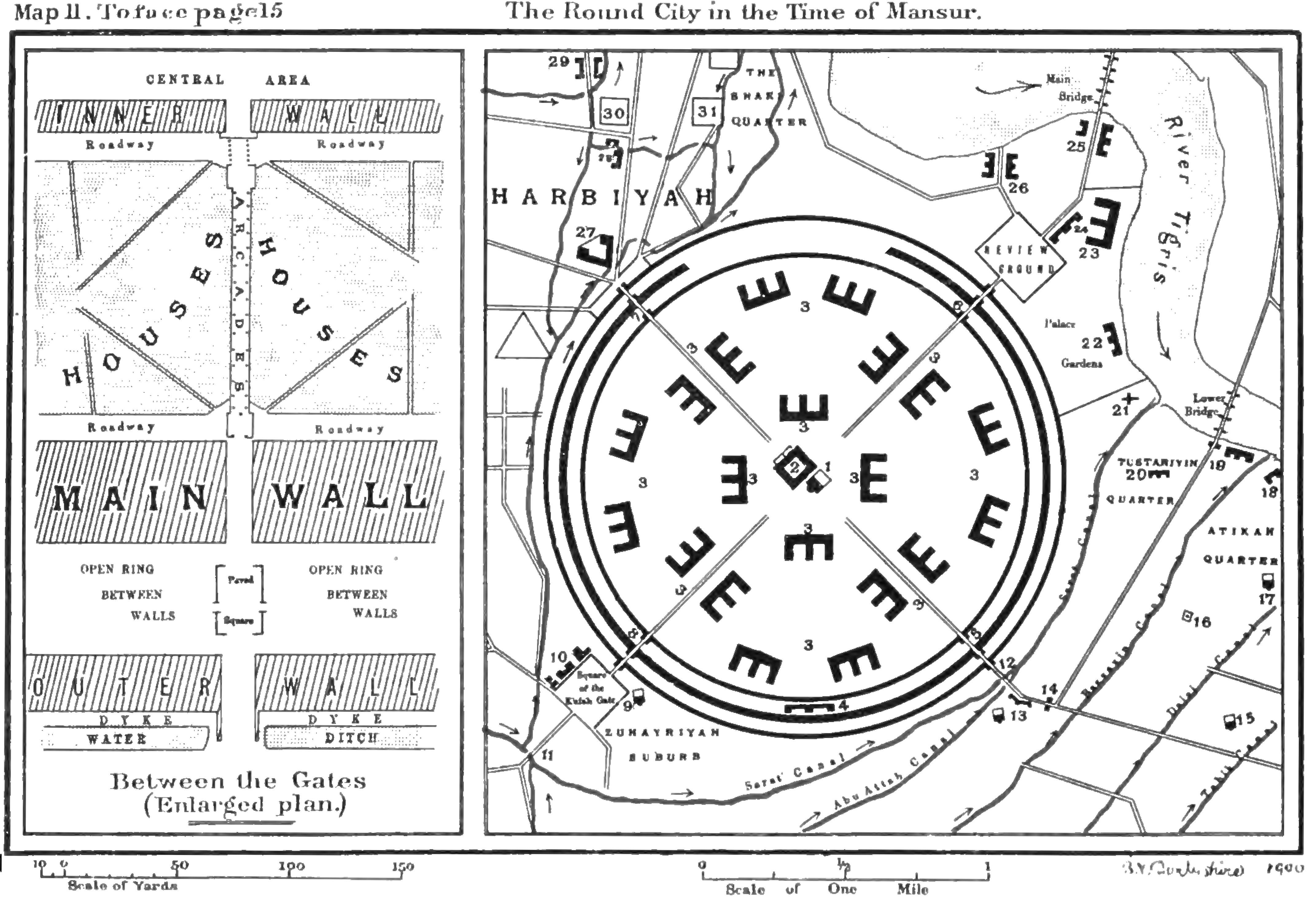
Cidade Redonda no tempo de Almançor. O sítio do palácio é o número 23

Bagdá foi fundada em 762 pelo segundo califa abássida Almançor (r. 754–775). A parte principal da cidade original era a Cidade Redonda, com o primeiro palácio califal, o Palácio do Portão Dourado, em seu centro. Em 773, Almançor começou a construção de outro palácio num trecho de terra alongado e com quilômetros de extensão entre as muralhas da Cidade Redonda e a margem ocidental do rio Tigre. O palácio e seus extensos jardins ficavam entre o Portão do Coração da Cidade Redonda e a entrada ocidental da Ponte Principal de Barcos, que atravessava o Tigre. Almançor teria escolhido este local porque, ali, a margem do Tigre era a mais alta do rio, protegendo o palácio dos insetos onipresentes ao longo do leito. O sítio foi conhecido por seu ar fresco. Foi nomeado "Palácio da Eternidade" (Alcácer Culde) a partir de uma passagem no Alcorão aludindo ao Paraíso, o "Palácio da Eternidade prometido aos tementes a Deus", porque se dizia que seus jardins quase rivalizavam com o jardim do Paraíso. De acordo com Iacubi, antes do palácio havia uma grande área de revista, adjacente aos estábulos reais.
Embora o Palácio do Portão Dourado fosse a residência oficial, depois que o Palácio Culde foi inaugurado em 775, Almançor e seus sucessores até Harune Arraxide (r. 786–809) usaram frequentemente as duas residências, com Harune supostamente favorecendo o Culde durante suas estadias em Bagdá. O palácio, como o vizinho Palácio de Zubaida, sofreu extensos danos por projéteis durante o Cerco de Bagdá (812–813). Ele provavelmente estava em ruínas no final do cerco, embora pelo menos uma fonte afirme que Almamune (r. 813–833) ficou lá quando chegou a Bagdá em 819, antes que o Palácio Haçani estivesse preparado para sua residência. Após a mudança da capital para Samarra sob Almotácime (r. 833–842), os restos da estrutura deterioraram ainda mais e permaneceram em estado de ruína até 979, quando o governante buída Adude Adaulá (r. 949–983) decidiu construir o Hospital Aladudi em seu local.